# Kuźnia Wodna w Oliwie
Kuźnia Wodna w Oliwie (česky vodní hamr v Oliwě nebo vodní kovárna v Olivě) je vodní hamr a muzeum u rybníka Zbiornik nr 11 "Kuźnia Wodna" na Potoce Oliwském (Jelitkowském). Hamr se nachází jižně od ZOO Gdaňsk-Oliwa v Gdaňské čtvrti Oliwa v Pomořském vojvodství v Polsku. Je to dřevěná budova skládající se ze dvou částí (dvě kovárny se samostatnými buchary, kovářskými výhněmi a pohony vodními koly o průměru 4 m) oddělených Oliwským potokem. Kladivo bucharu, pochází z konce 19. století a má hmotnost 250 kg a je pákou zvedáno do výšky 0,4 m. součástí kovárny je také další kovářské vybavení. Kovárna pochází ze 16. století a v roce 1830 produkovala 200 tun kovových výrobků. Kovárna ukončila činnost v roce 1948, pak chátrala, prošla rekonstrukcí a 17. června 1978 byla otevřena pro veřejnost. V červenci 2016 byla poškozena povodněmi. Kovárna patří pod správu Muzea Gdaňska (Muzeum Gdańska).

## Galerie

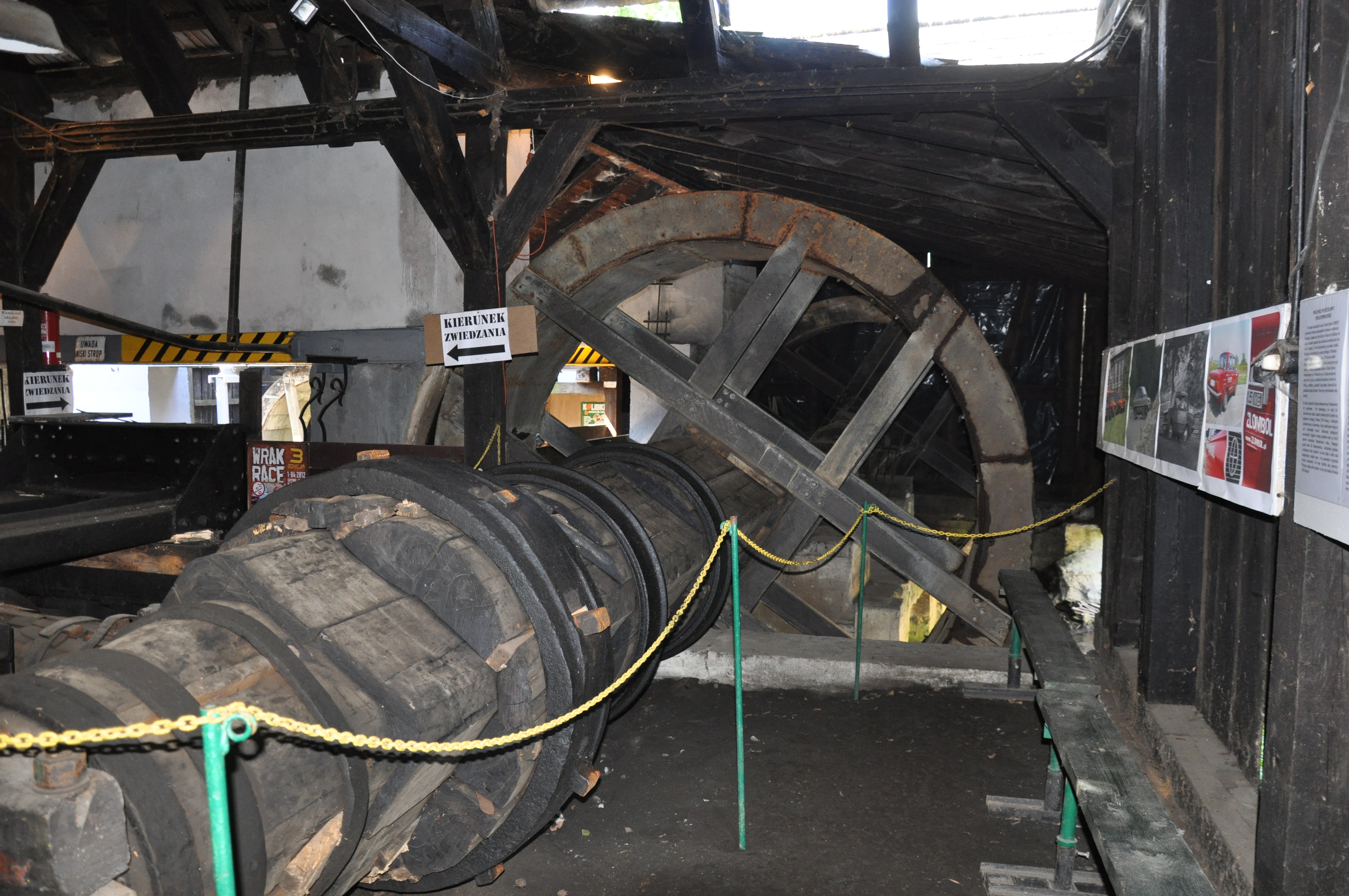
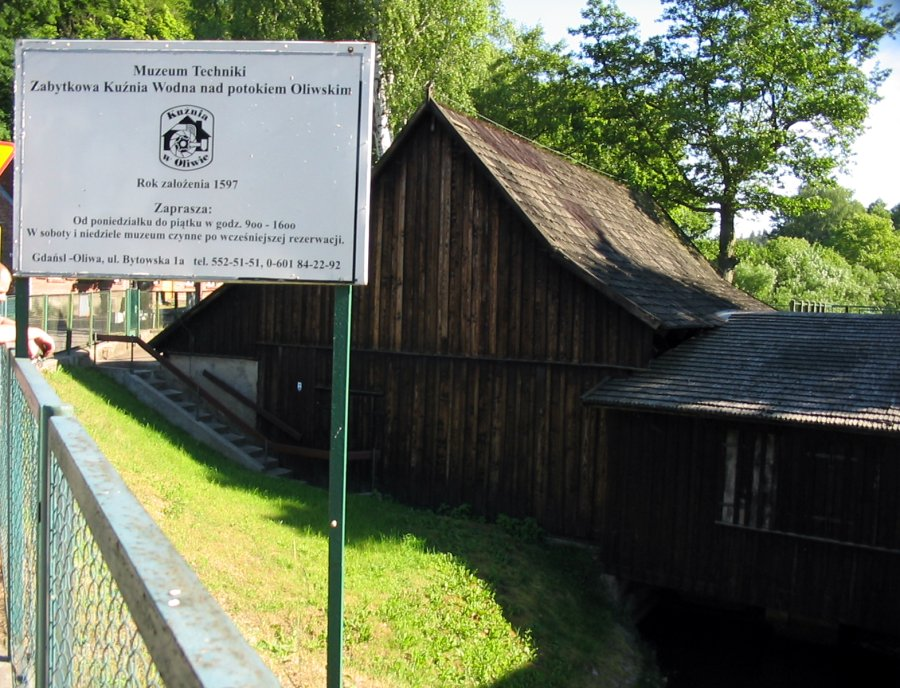
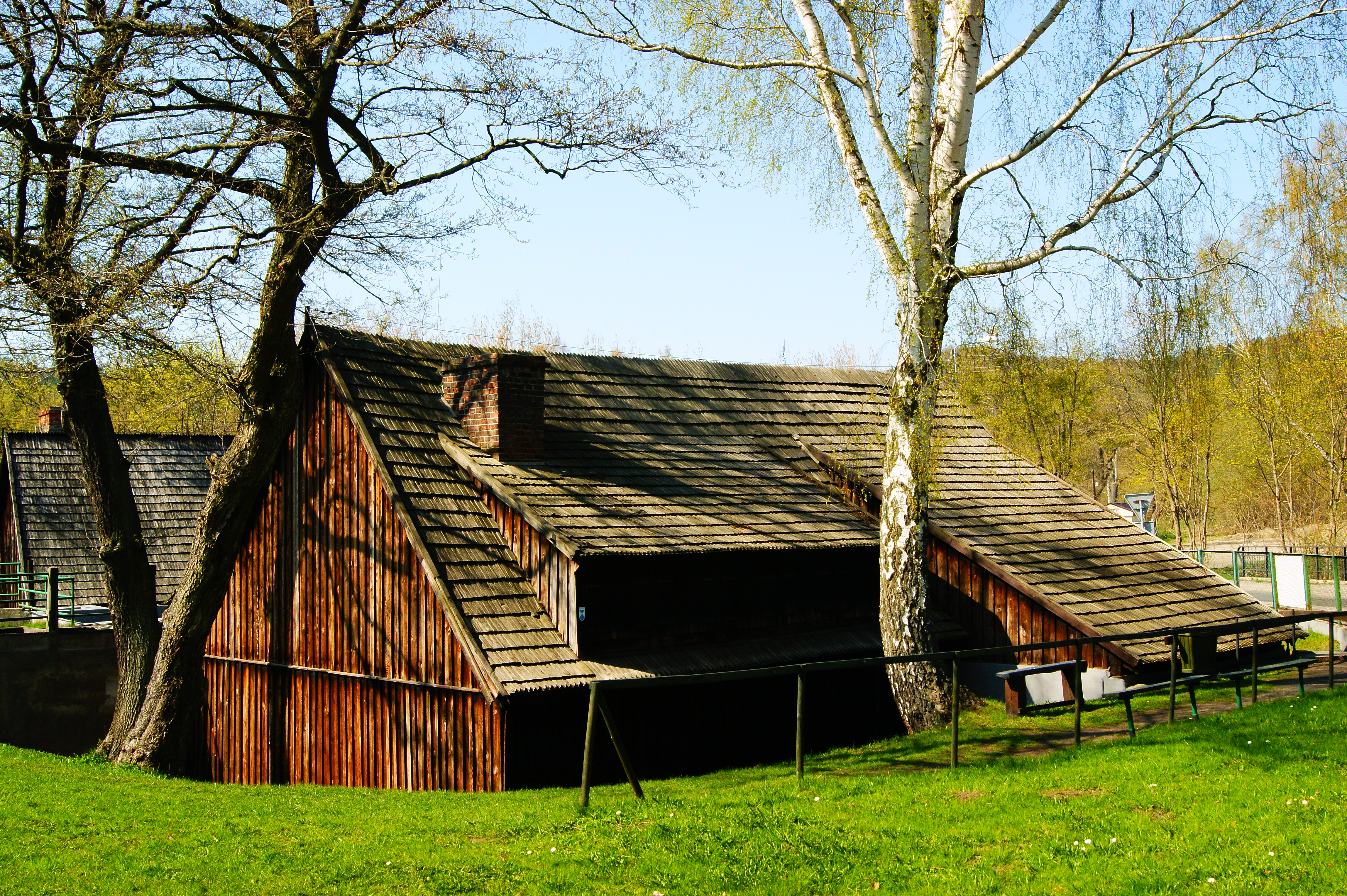
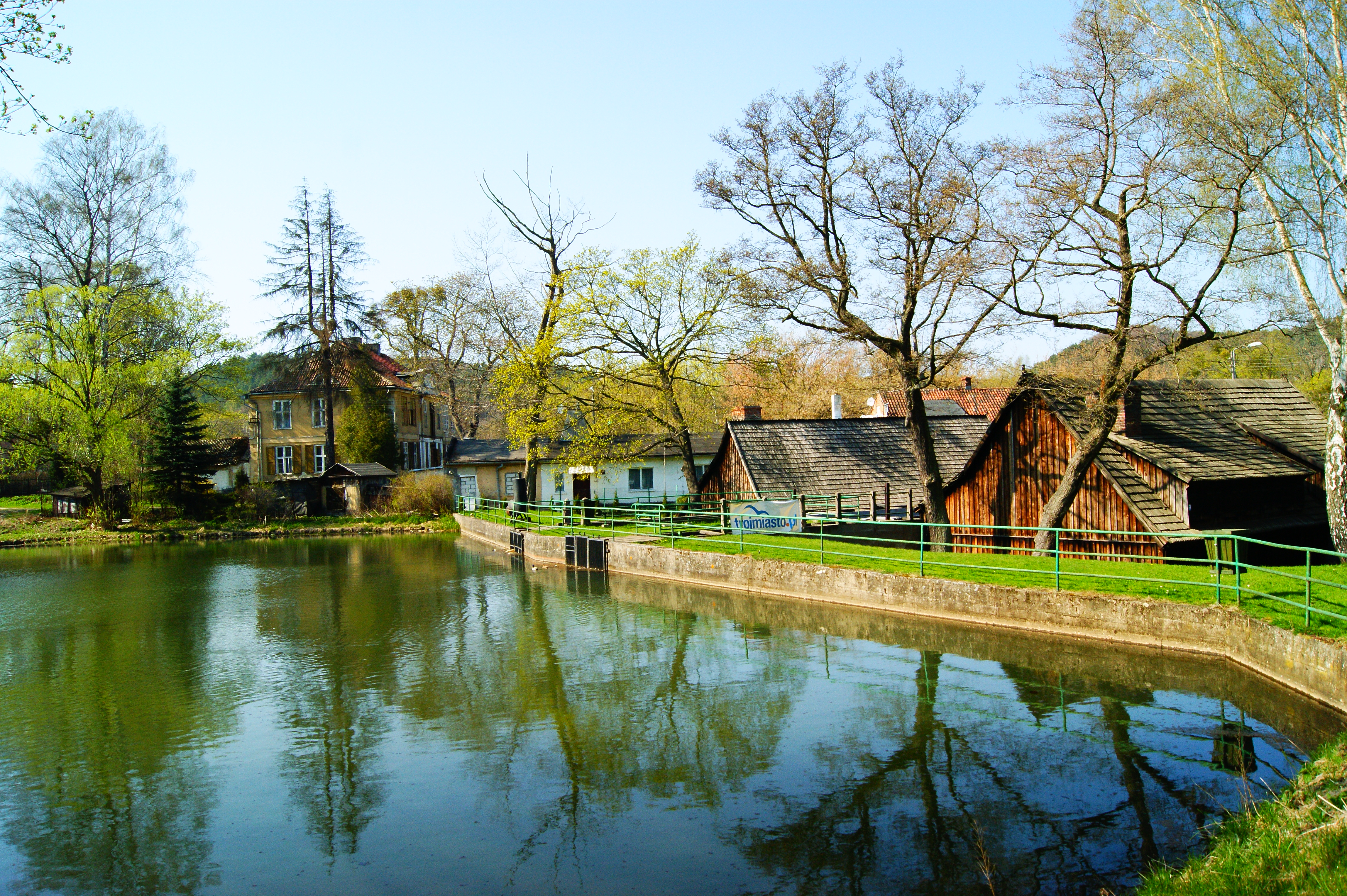
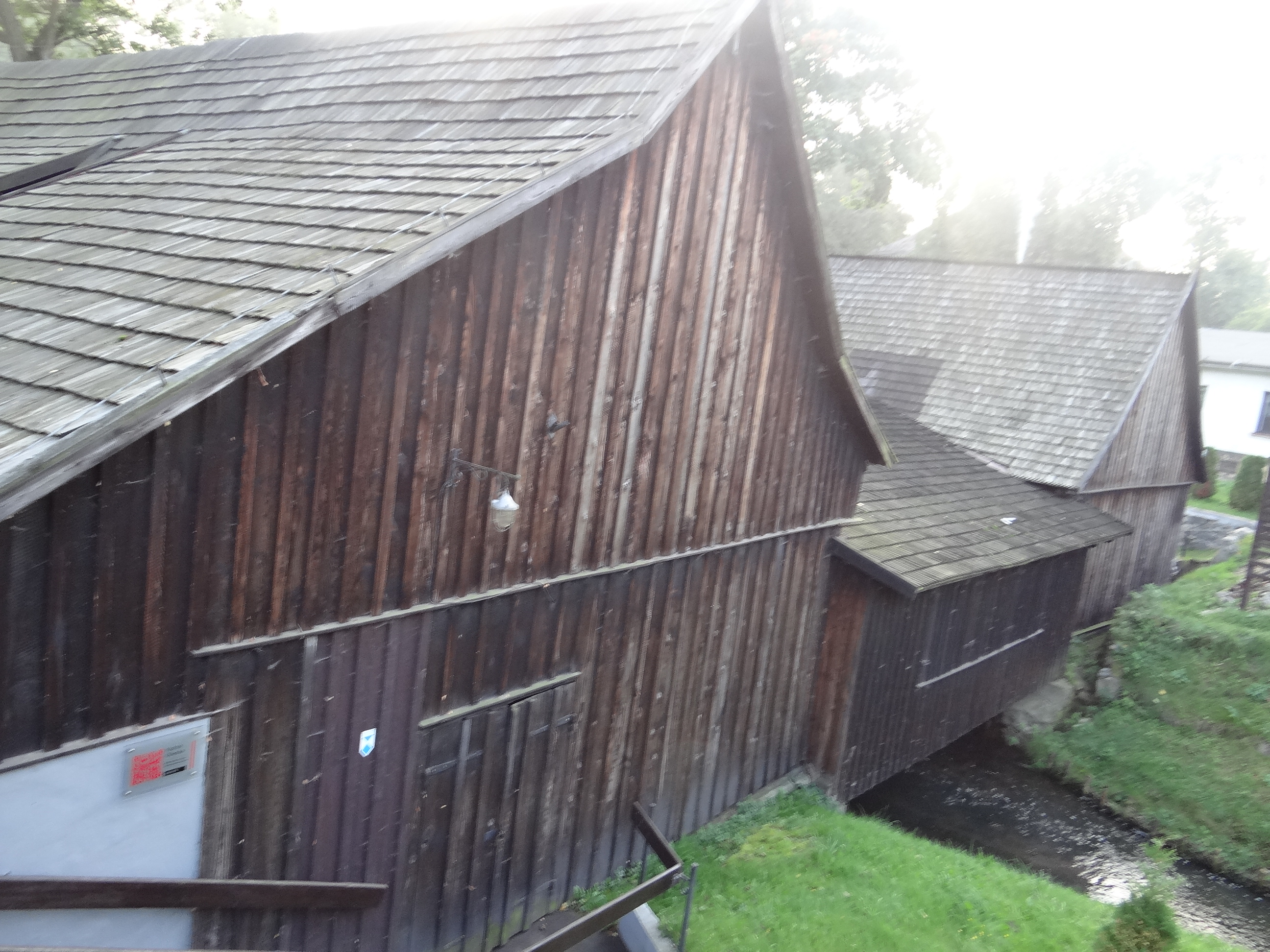
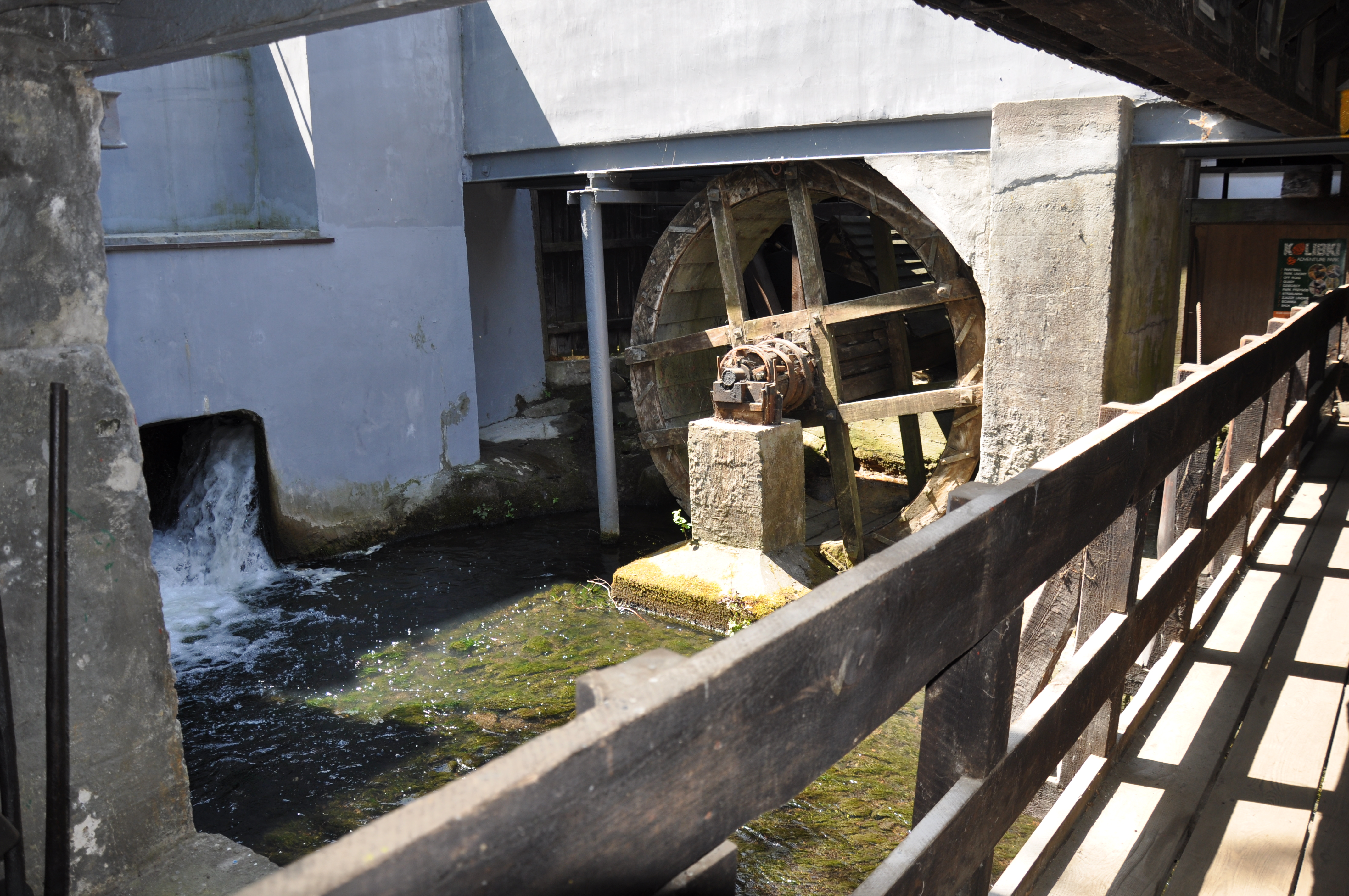